# Campeonato Sul-Americano de Atletismo Júnior de 1995
O Campeonato Sul-Americano de Atletismo Júnior de 1995 foi a 27ª edição da competição de atletismo organizada pela CONSUDATLE para atletas com menos de vinte anos, classificados como júnior ou sub-20. O evento foi realizado em Santiago, no Chile, entre 5 e 7 de setembro de 1995. Contou com cerca de 207 atletas de 10 nacionalidades distribuídos em 43 eventos.

## Medalhistas
Esses foram os resultados do campeonato.

### Masculino
| Evento                      | Ouro                      | Ouro     | Prata                     | Prata    | Bronze                    | Bronze   |
| --------------------------- | ------------------------- | -------- | ------------------------- | -------- | ------------------------- | -------- |
| 100 metros                  | Evandro Tristão (BRA)     | 10.93    | Carlos Barbosa (VEN)      | 10.96    | Édson Nascimento (BRA)    | 11.01    |
| 200 metros                  | Paulo Poersch (BRA)       | 21.94    | Evandro Tristão (BRA)     | 22.04    | Carlos Barbosa (VEN)      | 22.04    |
| 400 metros                  | Víctor Hugo Goulart (BRA) | 48.05    | Gustavo Aguirre (ARG)     | 48.19    | Carlos Zbinden (CHI)      | 48.88    |
| 800 metros                  | Márcio da Silva (BRA)     | 1:50.12  | Eronilde Almeida (BRA)    | 1:52.47  | César Suárez (COL)        | 1:52.77  |
| 1 500 metros                | Márcio da Silva (BRA)     | 3:53.07  | Hudson de Souza (BRA)     | 3:53.28  | Darío Núñez (ARG)         | 3:55.64  |
| 5 000 metros                | Clodoaldo da Silva (BRA)  | 14:33.66 | Marílson dos Santos (BRA) | 14:36.88 | José Carrasco (COL)       | 14:47.61 |
| 10 000 metros               | Paulo Lunkes (BRA)        | 30:54.23 | José Carrasco (COL)       | 30:58.18 | Jaime Gaete (CHI)         | 32:07.39 |
| 10 km marcha atlética       | Nixon Zambrano (COL)      | 43:36.13 | Sidney Rodrigues (BRA)    | 44:30.81 | Omar Aguirre (ECU)        | 45:10.96 |
| 110 metros barreiras        | José David Riesco (PER)   | 14.86    | Carlos Vega (CHI)         | 15.02    | Marco Silva (BRA)         | 15.18    |
| 400 metros barreiras        | Alexander Mena (COL)      | 52.18    | Cleber da Silva (BRA)     | 52.53    | Édson Hernandes (BRA)     | 52.85    |
| 3.000 metros com obstáculos | Julián Peralta (ARG)      | 9:03.38  | Ramiro Nogueira (BRA)     | 9:07.63  | Rômulo da Silva (BRA)     | 9:12.78  |
| 4×100 metros estafetas      | Brasil                    | 41.79    | Chile                     | 42.71    | Colômbia                  | 43.40    |
| 4×400 metros estafetas      | Brasil                    | 3:13.01  | Colômbia                  | 3:16.20  | Argentina                 | 3:16.63  |
| Salto em altura             | Felipe Apablaza (CHI)     | 2.13     | Erasmo Jara (ARG)         | 2.11     | Fabrício Romero (BRA)     | 2.09     |
| Salto com vara              | Sebastián Ortiz (URU)     | 4.55     | José Escalona (VEN)       | 4.45     | Henrique Martins (BRA)    | 4.25     |
| Salto em comprimento        | Sérgio dos Santos (BRA)   | 7.19     | José Reyes (VEN)          | 7.15     | Christian Stahl (URU)     | 7.02     |
| Salto triplo                | Gustavo Pinto (BRA)       | 16.36    | José Reyes (VEN)          | 15.33    | Márcio Cardoso (BRA)      | 15.11    |
| Arremesso de peso           | Marco Antonio Verni (CHI) | 16.04    | Wilson Wilchez (COL)      | 15.00    | Francisco Pinter (ARG)    | 14.32    |
| Lançamento de disco         | Andrés Calvo (ARG)        | 45.98    | Juan Cerra (ARG)          | 44.40    | Marco Antonio Verni (CHI) | 44.02    |
| Lançamento do martelo       | Juan Cerra (ARG)          | 67.12    | Sebastián Balasina (ARG)  | 54.14    | Marcos dos Santos (BRA)   | 52.70    |
| Lançamento do dardo         | Francisco Galotto (ARG)   | 61.16    | Pedro Prando (BRA)        | 60.60    | Luis Palomeque (COL)      | 58.94    |
| Decatlo                     | Moisés Pereira (BRA)      | 6407     | Alejandro Acosta (ARG)    | 6390     | Alberto Miethe (CHI)      | 6196     |

### Feminino
| Evento                 | Ouro                     | Ouro     | Prata                     | Prata    | Bronze                          | Bronze   |
| ---------------------- | ------------------------ | -------- | ------------------------- | -------- | ------------------------------- | -------- |
| 100 metros             | Paola Restrepo (COL)     | 12.14    | Helena Guerrero (COL)     | 12.14    | Irene Boldrim (BRA)             | 12.15    |
| 200 metros             | Helena Guerrero (COL)    | 24.71    | Daniella Janzen (BRA)     | 24.76    | María Laura Rodríguez (ARG)     | 24.84    |
| 400 metros             | Karina Soto (ARG)        | 55.79    | Anice Schoulten (BRA)     | 56.78    | Sandra Ferreira (BRA)           | 57.26    |
| 800 metros             | Natalia Rivarola (ARG)   | 2:16.68  | Rosa Hernández (CHI)      | 2:18.13  | Susana Rebolledo (CHI)          | 2:18.68  |
| 1 500 metros           | Bertha Sánchez (COL)     | 4:30.9   | Erika Olivera (CHI)       | 4:35.0   | Fabiana Cristine da Silva (BRA) | 4:39.4   |
| 3 000 metros           | Erika Olivera (CHI)      | 9:30.73  | Bertha Sánchez (COL)      | 10:05.42 | Fabiana Cristine da Silva (BRA) | 10:14.99 |
| 10 000 metros          | Erika Olivera (CHI)      | 35:27.33 | Helena dos Santos (BRA)   | 36:46.25 | Lucimara da Silva (BRA)         | 39:58.31 |
| 5 km marcha atlética   | Ángela Aliaga (BOL)      | 24:34.06 | Tânia Spindler (BRA)      | 24:54.22 | Nohora Paque (COL)              | 25:06.84 |
| 100 metros barreiras   | Irene Boldrim (BRA)      | 14.29    | Gilda Massa (PER)         | 14.62    | Cora Olivero (ARG)              | 15.44    |
| 400 metros barreiras   | Ondina Rodríguez (ECU)   | 61.45    | Silvana de Santana (BRA)  | 62.28    | Sarita Figueras (URU)           | 62.57    |
| 4×100 metros estafetas | Brasil                   | 46.77    | Chile                     | 48.54    | Equador                         | 48.83    |
| 4×400 metros estafetas | Brasil                   | 3:50.86  | Uruguai                   | 3:51.98  | Chile                           | 3:55.30  |
| Salto em altura        | Luciane Dambacher (BRA)  | 1.76     | Solange Witteveen (ARG)   | 1.74     | Gisela Pfeiffer (ARG)           | 1.74     |
| Salto com vara         | Márcia Hennemann (BRA)   | 2.81     | Paola Penna (URU)         | 2.65     | Solange Witteveen (ARG)         | 2.60     |
| Salto em comprimento   | Gilda Massa (PER)        | 5.71     | Helena Guerrero (COL)     | 5.67     | Solange Witteveen (ARG)         | 5.64     |
| Salto triplo           | Sorileny Quintero (VEN)  | 12.68    | Adriana Matoso (BRA)      | 12.38    | Eyda Rentería (COL)             | 11.77    |
| Arremesso de peso      | Josiane Soares (BRA)     | 13.95    | Fanny García (VEN)        | 12.98    | María Wals (ARG)                | 12.16    |
| Lançamento de disco    | Fanny García (VEN)       | 47.96    | María Eugenia Giggi (ARG) | 44.52    | Bárbara Lewin (CHI)             | 42.54    |
| Lançamento do martelo  | Josiane Soares (BRA)     | 43.78    | María Wals (ARG)          | 43.76    | Solange Durante (ARG)           | 43.62    |
| Lançamento do dardo    | Claudineia Barreto (BRA) | 47.94    | Sabina Moya (COL)         | 47.90    | Patricia Alonso (VEN)           | 46.86    |
| Heptatlo               | Kátia da Silva (BRA)     | 4703     | Jaqueline Vianna (BRA)    | 4378     | Paula Palma (CHI)               | 3637     |

## Quadro de medalhas (não oficial)
| Ordem | País      | Medalha de ouro | Medalha de prata | Medalha de bronze | Total |
| ----- | --------- | --------------- | ---------------- | ----------------- | ----- |
| 1     | Brasil    | 21              | 15               | 13                | 49    |
| 2     | Argentina | 6               | 8                | 10                | 24    |
| 3     | Colômbia  | 5               | 7                | 6                 | 18    |
| 4     | Chile     | 4               | 5                | 8                 | 17    |
| 5     | Venezuela | 2               | 5                | 2                 | 9     |
| 6     | Peru      | 2               | 1                | 0                 | 3     |
| 7     | Uruguai   | 1               | 2                | 2                 | 5     |
| 8     | Equador   | 1               | 0                | 2                 | 3     |
| 9     | Bolívia   | 1               | 0                | 0                 | 1     |

## Participantes (não oficial)
Uma contagem não oficial produziu o número de 207 atletas de 10 países: 
| - Argentina (33) - Bolívia (2) - Brasil (62) - Chile (51) - Colômbia (16) | - Equador (14) - Paraguai (2) - Peru (7) - Uruguai (14) - Venezuela (6) |